# جواد خیابانی
جواد خیابانی (زادهٔ ۲۷ آبان ۱۳۴۵) گزارشگر فوتبال، تهیه‌کننده و مجری برنامه‌های ورزشی تلویزیون ایران است.

## فعالیت حرفه‌ای

### تهیه‌کنندگی
جواد خیابانی از سال ۱۳۷۳ تا به حال در بیش از ۴۰ برنامه تلویزیونی مختلف، به عنوان تهیه‌کننده شرکت داشته که برخی از آن‌ها فهرست شده‌است:
1. معرفی ورزش‌ها، سال ۱۳۷۳ - شبکه سه
2. ایران در جام جهانی، ۱۳۷۵ - شبکه یک
3. جام ملت‌های آسیا، ۱۳۷۶ - شبکه سه
4. دیدار، شبکه پنج
5. ما، شما، ورزش - شبکه سه
6. در جستجوی ورزش - شبکه دو
7. آموزش فوتبال - شبکه آموزش
8. یار دوازدهم - شبکه سه
9. سفر به مسابقات پارالمپیک ۲۰۰۸ پکن
10. مجری‌گری و گزارش مسابقات جام ملت‌های آسیا ۲۰۱۹

### مجری‌گری
خیابانی در برنامه‌های زیر به‌عنوان مجری حضور داشته‌است:
- جام طلایی (ویژه برنامهٔ جام جهانی فوتبال ۲۰۰۶) - شبکه سه سیما
- فوتبال برتر - شبکه سه سیما
- فصل داغ فوتبال (ویژه برنامه جام جهانی ۲۰۱۸) - شبکه ورزش[۴]
- مجله آسیایی (ویژه برنامه بازی‌های آسیایی ۲۰۱۸) - شبکه ورزش[۵]
- فوتبال آسیایی (ویژه برنامه جام ملت‌های آسیا ۲۰۱۹) - شبکه ورزش[۶]
- به توان ما (ویژه برنامه برای مبارزه با بیماری کرونا) - شبکه سه سیما[۷]
- جشن وصال (ویژه برنامه برای جشن های سراسری پیامبران اعظم) - شبکه سه سیما
- بازم مثل همیشه (ویژه برنامه که میهمانان ورزشی حضور دارند) شبکه ورزش

### بازیگری
- شب‌های مافیا: زودیاک (رئالیتی‌شو و پیروزی در همۀ دست‌ها (سه برد) و حضور در فینال (دو برد و یک شکست)در فصل اول،و فصل دوم و حضور در فینال فصل دوم)
- پایتخت فصل سوم (در نقش مجری جشن رونمایی از پیراهن تیم ملی فوتبال ایران جام جهانی ۲۰۱۴)
- پایتخت فصل ششم ( در نقش گزارشگر بازی نساجی)
- شب اهنگی (مهمان برنامه)
- برنامه مهلا (مهمان برنامه)
- دورهمی (مهمان برنامه)
- خندوانه (مهمان برنامه)
- حالا خورشید (مهمان برنامه)

### سفرهای کاری
جواد خیابانی تا به حال به عنوان خبرنگار به المپیک سیدنی و آتن و پارالمپیک پکن، لندن و ریو دو ژانیرو و جام ملت‌های ۲۰۱۱ قطر اعزام شده‌است. او در زلزله کرمانشاه کمک‌های فراوانی را جمع‌آوری کرده و به آنجا برد.

## زندگی شخصی
جواد خیابانی پنجمین فرزند از میان خانواده‌ای با اصالت آذری با هشت فرزند است. پدر او انباردار اداره اصلاح بذر کرج بود. او تا ۶ سالگی مقیم کرج بود تا اینکه در سال ۱۳۵۱ به تهران آمد و شاگرد اول کل دبستان‌های منطقه ۱۰ آموزش و پرورش تهران شد. او در آزمون کنکور استعدادهای درخشان شرکت کرد و قبول شد اما به خاطر محدودیت‌های مالی نتوانست ثبت نام کند.
او به علت بیماری فلج اطفال که در سال ۱۳۴۸ به آن دچار شده بود، مشکلات حرکتی زیادی داشت که هنوز هم از آن رنج می‌برد اما با این وجود در مسابقات دوچرخه‌سواری آموزشگاه‌های ایران در سال ۱۳۶۲ قهرمان شد. در سال‌های ۱۳۶۲ تا ۱۳۶۴ مدافع چپ و دروازه‌بان تیم فوتبال منتخب آموزشگاه‌های کرج بود. در سال ۱۳۶۶ از سوی تیم فوتبال منتخب دانشکده‌های فنی و مهندسی تهران در المپیک دانشجویان ایران در شیراز شرکت کرد و به مقام پنجم ایران در رشته فوتبال دست یافت. او به اردوی تیم ملی فوتبال دانشجویان ایران هم دعوت شد اما این اردو هرگز تشکیل نشد، زیرا در آن زمان ورزش دانشگاهی چندان فعالیت مهمی نداشت. جواد خیابانی در بیست و سوم اردیبهشت ۱۳۷۴ ازدواج کرد و یک فرزند دختر به نام «نگار» دارد.

## کاندیداتوری در مجلس
وی در تاریخ ۴ دی ماه ۱۳۹۴ از طرف حوزه انتخابیه کرج نامزد انتخابات مجلس شورای اسلامی شد، اما از سوی هیئت نظارت شورای نگهبان، به علت نقص مدارک، رد صلاحیت گردید و پس از ارائه مدارک مورد نظر، صلاحیت او مورد تأیید قرار گرفت و در نهایت یک ماه قبل از برگزاری انتخابات به علت مشکلات شخصی از انتخابات مجلس کناره‌گیری کرد.

## جوایز
- جایزه بهترین گزارشگر فوتبال صدا و سیمای ایران (۱۳۷۷)[۱۰]
- محبوب‌ترین چهره تلویزیونی در ایران به انتخاب مجله سروش (۱۳۷۸)[۱۰]
- بهترین مجری برنامه‌های ورزشی صدا و سیمای ایران (۱۳۸۴)[۱۰]
- بهترین مجری برنامه‌های ورزشی صدا و سیمای ایران (۱۳۸۶)[۱۰]